# Еврейский культурный центр Арье Ливне
Еврейский культурный центр Арье Ливне — культурный центр в городе Баня-Лука в Боснии и Герцеговине. Открытый в 2014 году, он является единственным подобным объектом, построенным после Второй мировой войны на Балканах. Культурный центр служит для утверждения еврейской культуры, истории и традиций. Он включает в себя религиозный центр — синагогу Илоны Вайс, а также магазины, кафе-бары и частные помещения.
Еврейский культурный центр назван в честь Арье Ливне, друга президента Республики Сербской Милорада Додика, который назначил его представителем Республики Сербской в Израиле. В 2017 году стало известно, что офис зарегистрирован в Израиле как частная компания, несмотря на то, что получил около миллиона боснийских марок в виде государственных субсидий. Позднее Ливне был объявлен персоной нон грата в Израиле, и Додик пригрозил из-за этого разорвать все отношения между Республикой Сербской и Израилем.
Синагога, которая является частью еврейского культурного центра, названа в честь матери Арье Ливне, Илоны Вайс, которая во время Второй мировой войны была убита в Освенциме. Это одна из двух синагог на территории Республики Сербской, вторая находится в Добое.

## История евреев в Баня-Луке
Евреи-сефарды впервые упоминаются в Баня-Луке в XVI веке. До времён Австро-Венгрии еврейское население Баня-Луки состояло исключительно из евреев-сефардов, выходцев из Испании и Португалии. Они занимались ремёслами и торговлей; ремёслами занимались более бедные евреи, а те, кто был несколько более обеспечен, занимались торговлей.
С 1878 года евреи придали большой импульс расширению капиталистической экономики и распространению западноевропейских идей в Баня-Луке. По данным с 1815 по 1878 год, держателями импортно-экспортной торговли были сербы, евреи, а мусульмане ориентировались на внутреннюю торговлю и ремесла. Евреи-ашкеназы также поселились в городе в XIX веке. До Второй мировой войны еврейская община Баня-Луки состояла из нескольких сотен семей. Почти все они были убиты во время Холокоста в Югославии. К началу 2020 годов число еврейских семей в Баня-Луке исчисляется десятками.